# 45-й Венецианский кинофестиваль
45-й Венецианский международный кинофестиваль проходил в Венеции (Италия) с 29 августа по 9 сентября 1988 года.
В конкурсе было представлено 22 фильмов. Фильм, который привлёк наибольшее внимание к себе — «Последнее искушение Христа», режиссёр Мартин Скорсезе. Представлен вне конкурса, в разделе Вне конкурса.
В ретроспективном разделе была показана работа Пьера Паоло Пазолини

## Жюри
- Серджо Леоне (председатель жюри, Италия),
- Мария Джулия Бертотто (Аргентина),
- Клаус Эдер (Германия),
- Ханна Фишер, (Австрия),
- Гильберт де Голдшмидт (Франция),
- Адур Гопалакришнан (Индия),
- Лена Олин (Швеция),
- Наталья Рязанцева (СССР),
- Гарри Дин Стэнтон (США),
- Лина Вертмюллер (Италия).

## Фильмы в конкурсе
- Анкор, режиссёр Поль Веккиали
- Жгучая тайна, режиссёр Эндрю Биркин
- Мадам Сузацка, режиссёр Джон Шлезингер
- Пейзаж в тумане, режиссёр Тео Ангелопулос
- Дорогой Горбачёв, режиссёр Карло Лиццани
- Легенда о святом пропойце, режиссёр Эрманно Ольми
- Невидимые, режиссёр Паскуале Скуитьери
- Лагерь Тирана (Camp de Thiaroyé), режиссёр Осман Сембене и Тиерно Фати Соу
- Женщины на грани нервного срыва, режиссёр Педро Альмодовар
- Эльдорадо, режиссёр Геза Беременьи
- Всё меняется, режиссёр Дэвид Мэмет
- Летние привидения, режиссёр Иван Пассер
- Модернисты, режиссёр Алан Рудольф
- Необыкновенное путешествие Бальтазара Кобера, режиссёр Войцех Ежи Хас
- Очень старый человек с огромными крыльями, режиссёр Фернандо Бирри
- Трудные времена (Tempi difficili), режиссёр Жуан Бутелью
- Свет и тени (Luci ed ombre), режиссёр Хайме Камино
- Dede Mamada, режиссёр Родольфо Брандьао
- Qi Wang, режиссёр Вэнцзи Тенг
- A corps perdu (t.l. A corpo morto), режиссёр Леа Пул
- Чёрный монах, режиссёр Иван Дыховичный

## Награды
- Золотой лев: Легенда о святом пропойце, режиссёр Эрманно Ольми
- Серебряный лев — Особый приз жюри: Лагерь Тирана, режиссёр Усман Сембен и Тиерно Фати Соу
- Кубок Вольпи за лучшую мужскую роль: Дон Амичи и Джо Мантенья — Всё меняется
- Кубок Вольпи за лучшую женскую роль: Ширли Маклейн — Мадам Сузацка и Изабель Юппер — Женское дело
- Золотой лев за вклад в мировой кинематограф: Йорис Ивенс
- Серебряный лев: Пейзаж в тумане, режиссёр Тео Ангелопулос
- Золотая Озелла :
  - Золотая Озелла за лучший сценарий — Педро Альмодовар, Женщины на грани нервного срыва
  - Золотая Озелла за лучшую работу оператора — Вадим Юсов, Чёрный монах
  - Золотая Озелла за лучшую музыку — Хосе Мария Витьер, Gianni Nocenzi, Pablo Milanés фильм Очень старый человек с огромными крыльями
  - Золотая Озелла за лучшие декорации и костюмы — Бернд Лепель, Жгучая тайна
- Особое упоминание:
  - Дэвид Эбертс, фильм Жгучая тайна
- Золотая медаль президента Сената:
  - Дорогой Горбачёв, режиссёр Карло Лиццани
- Особый приз жюри:
  - Лагерь Тирана, (Усман Сембен, Тиерно Фати Соу)
  - Невидимые, режиссёр Паскуале Скуитьери
- New Cinema Award — Special Mention:
  - Маленький монастырь в Тоскане, режиссёр Отар Иоселиани
- Золотой лев за вклад в мировой кинематограф:
  - Йорис Ивенс
- Prize of the Students of the University 'La Sapienza':
  - Пейзаж в тумане, режиссёр Тео Ангелопулос
  - Призраки гражданской смерти, режиссёр Джон Хиллкоут
- Golden Ciak
  - Лучший фильм — Женское дело, Клод Шаброль
  - Лучший актёр — Жгучая тайна, Клаус Мария Брандауэр